# 各年のオマーンの一覧

オマーンの国旗

各年のオマーンの一覧（かくねんのオマーンのいちらん）は、オマーンの各年ごとの記事の一覧。この一覧ではオマーンの各年ごとの記事の他、各世紀と各年代、オマーンの各分野における各年ごとの記事についても取り扱う。

## 各年の一覧

### 21世紀
- 2010年代
  - 2011年のオマーン（英語版） 2013年のオマーン（英語版） 2017年のオマーン（英語版） 2019年のオマーン（英語版）

- 2020年代
  - 2020年のオマーン（英語版）